# Гуатавита
Гуатави́та (исп. Laguna de Guatavita) — священное озеро муисков в Колумбии, расположенное в горах департамента Кундинамарка. Озеро имеет почти круглую форму и находится в кратере потухшего вулкана на высоте 3100 метров над уровнем моря.
Гуатавита имеет диаметр около 1,6 км. Существует теория, что озеро появилось в результате растворения подземных отложений соли из антиклинали. В 1965 году колумбийским правительством озеро Гуатавита было объявлено национальным наследием.

## Легенда об Эльдорадо
Попав на территорию современной Колумбии, конкистадоры узнали об индейском обычае, который породил легенду о богатейшей стране золота — Эльдорадо. По легенде, правитель индейцев обмазывался смолой или глиной, затем несколько помощников через трубочки покрывали его золотым песком. Он превращался в эльдорадо (с исп. — «позолоченный»). Потом «золотой» повелитель вместе с несколькими спутниками плыл на загруженном драгоценностями плоту на середину озера. Там они бросали в воду золотые украшения как жертву богам, а потом бросались в воду и плыли к берегу. При этом с правителя смывалась «золотая» кожа. 
Судя по всему, подобный обычай действительно существовал, но проводился редко — во время коронации царя-жреца. Испанцы были так поражены этими рассказами, что значительно преувеличили масштабы обычая — церемония в рассказах о Эльдорадо стала чуть ли не ежедневной, а золотая пыль — чем-то вроде царской одежды. 
Конечно, такая интерпретация делала количество похороненного в озере золота просто огромным, равно огромной должно быть количество жёлтого металла в стране, где золото так щедро тратится, это и стало основой легенды о стране Эльдорадо. На каком именно озере совершался обряд, ставший прообразом легенды, доподлинно неизвестно, однако существуют доказательства, что подобный обряд проводился в доиспанские времена на Гуатавита — в озере и на его берегах было найдено немало золотых изделий чибча-муисков. Часть из этих находок хранится сейчас в Боготе в основанном в 1939 году Музее золота (исп. Museo de Oro).

## Легенда о «Золотом человеке» с озера Гуатавита
С озером Гуатавита связана легенда о богине Бачуэ, которая вышла из этих вод, держа за руку мальчика. Она построила домик и начала сажать кукурузу и картошку, а когда мальчик вырос, он взял её в жены, дав начало человеческому роду. Они жили долго и обучали своих детей. Передав им свои знания, они вернулись обратно в озеро. Там, в воде, пара превратилась в двух водяных змей, и, по легенде, они и сейчас находятся там.
Именно поэтому у индейцев возникла традиция проводить у озера Гуатавита торжественные церемонии вступления на трон новых королей. Это происходило так: кандидата на трон раздевали и натирали смолой и золотым порошком, затем на плоту из бальсового дерева, наполненного драгоценностями, он плыл на середину озера. Там он смывал с себя золото и бросал сокровища в воду, чтобы обеспечить милость богов.

## Попытки достать сокровища
Первая попытка добыть сокровища Гуатавита была предпринята в 1580 году. Лимский (по др. данным боготский) купец Антонио де Сепульведа по собственной инициативе и на свои средства предпринял попытку осушить озеро. Он приказал высечь в скалистом берегу канал и по нему отвести из озера часть воды. Так удалось снизить уровень озера на 3 метра. Затем Антонио де Сепулведа поднял с болотистого дна ряд золотых предметов, которые ныне стали украшением Музея золота в Боготе. Но «улова» купцу не хватило для возмещения расходов по дальнейшему осушению озера.
Из колумбийских архивных документов следует, что в XVII и XVIII веках несколько человек пытались извлечь со дна озера сокровища чибча. Но технические возможности того времени не позволили настолько осушить озеро, чтобы проникнуть к самому глубокому месту воронкообразного дна.
В 1801 году в Боготу приехал Александр Гумбольдт. Он составил точную карту озера и высчитал, что на дне лежит не менее 50 миллионов золотых украшений.
Последнюю попытку достать сокровища сделали англичане в 1912 году. Было создано специальное акционерное общество с первоначальным капиталом в 30 000 фунтов стерлингов. Золотоискатели решили провести полный дренаж озера и доставили к нему через Анды на мулах мощные паровые насосы. После нескольких недель работы уровень воды понизился на 12 метров. Но дальнейшему осуществлению проекта помешала природа — под солнечными лучами ил и грязь, появившиеся на осушенных берегах, быстро высохли и спеклись в подобную цементу массу. Англичанам пришлось отказаться от своих намерений.